# الکس گری
الکس گری (به انگلیسی: Alex Grey) یک هنرمند امریکایی به ویژه در زمینه هنرهای معنوی و سایکدلیک است.گری یک کاروز وجره‌یانه است.عمده کارهای او پیرامون هنر اجرا،تندیس‌گری،چیدمان و نقاشی است.او یکی از اعضای انیستیتوی انتگرال است.از طرح‌های او در برخی آلبوم‌های گروه‌های موسیقی نظیر مشوگا، بیستی بویز، نیروانا و تول استفاده شده است.